# Fungiacyathus sandoi
Fungiacyathus sandoi är en korallart som beskrevs av Stephen D. Cairns 1999. Fungiacyathus sandoi ingår i släktet Fungiacyathus och familjen Fungiacyathidae. Inga underarter finns listade i Catalogue of Life.